# Beatrix av Schlesien
Beatrix av Schlesien, tyska: Beatrix von Schlesien-Schweidnitz, född omkring år 1290, död 24 augusti 1322 i München, var tysk-romersk drottning från 1314 till 1322, som första maka till Ludvig IV av Bayern. Hon tillhörde den schlesiska linjen av huset Piast. Beatrix var dotter till hertig Bolko I av Schweidnitz (Świdnica) och Beatrix av Brandenburg (d. 1316), och därmed dotterdotter till markgreve Otto V av Brandenburg.
Beatrix kallas ibland även felaktigt för Beatrix av Glogau, då hon i vissa äldre källor trotts härstamma från denna linje av huset Piast.

## Biografi
Beatrix uppfostrades från år 1300 i Klarissornas kloster i Strehlen, som grundats av hennes far 1295. Hon förmäldes omkring år 1308 med Ludvig IV av Bayern, men det exakta datumet för giftermålet är inte känt. Vid hennes mans kröning till tysk-romersk kung i Aachens domkyrka 25 november 1314 kröntes hon av ärkebiskopen av Mainz, Peter av Aspelt, till tysk-romerska rikets drottning.
Beatrix avled 1322. Enligt Fürstenfelds klosters krönika begravdes Beatrix i Frauenkirche i München. Hennes änkling Ludvig IV instiftade en ljusvård till hennes minne vid hennes gravsten och i klostret i Fürstenfeld hölls under flera århundraden efteråt en minnesgudstjänst på Beatrix dödsdag.

## Familj
Tre av Beatrix och Ludvig IV:s gemensamma barn överlevde till vuxen ålder:
- Mathilde av Bayern (1313–1346), gift 1328 med markgreve Fredrik II av Meissen.
- Ludvig V "Brandenburgaren" (1315–1361), hertig av Oberbayern, markgreve av Brandenburg, greve av Tyrolen.
- Stefan II av Bayern (1319–1375), hertig av Bayern-Landshut.